# Godwin Samararatne
Godwin Samararatne (* 6. September 1932 in Sri Lanka; † 22. März 2000 in Peradeniya bei Kandy) war ein buddhistischer Meditationslehrer aus Sri Lanka.
Fast 20 Jahre lang leitete er das Nilambe Meditation Centre in der Nähe von Kandy im Hochland von Sri Lanka, wo er den einheimischen und den zahlreichen ausländischen Besuchern die buddhistische Lehre und Meditationspraxis nahebrachte. Sein Markenzeichen war die einfache, lebensnahe und humorvolle Vermittlung. Seit Mitte der 80er Jahre erhielt er zahlreiche Einladungen aus dem Ausland und lehrte regelmäßig in verschiedenen Ländern Europas, Asiens und Afrikas. Als er im Jahr 2000 starb, war er eine der international bekanntesten Persönlichkeiten des Theravada-Buddhismus.

## Biographie
Godwin Samararatne wurde geboren am 6. September 1932 und verbrachte seine Kindheit in Kandy. Er besuchte eine buddhistische Schule. Nach der Schulzeit wurde er Bibliothekar und arbeitete in verschiedenen Bibliotheken in Kandy und Umgebung, wo er schließlich zum Chefbibliothekar an der Kandy Public Library wurde.
In dieser Zeit arbeitete er auch als Übersetzer für verschiedene Reinkarnatationsforscher, u. a. für Ian Stevenson. Dieser berichtet, dass Godwin Samararatne ein eigenes Interesse an der Erforschung von Fällen möglicher Reinkarnation entwickelte und später auch eigenständig Befragungen durchführte. Konsequenterweise erscheint er in verschiedenen Publikationen als Ko-Autor.
Während seine sechs Geschwister heirateten, blieb er im Elternhaus wohnen und kümmerte sich um seine verwitwete Mutter bis zu ihrem Tod im Jahr 1977. Bereits zu dieser Zeit war er Mitglied einer Gruppe buddhistischer Laien, welche die buddhistische Lehre studierte und Meditation praktizierte. Als die Gruppe 1979 in Nilambe in der Nähe von Kandy ein Meditationszentrum gründete, gab er seine Stellung als Bibliothekar auf und zog in das neue Zentrum. Bald darauf wurde er der Hauptmeditationslehrer.
Das Meditationszentrum wurde von Einheimischen und Ausländern sehr gut angenommen. In der Folgezeit stieg seine Bekanntheit als Meditationslehrer schnell. Schon ab 1982 wurde er nach Europa und später nach Südafrika eingeladen. In den 1990er Jahren lehrte er weiterhin  im Nilambe Meditation Centre und seinen Ablegern, dem Lewella und dem Visakha Meditation Centre, in den Räumen der Buddhist Publication Society in Kandy sowie an der University of Peradeniya. Daneben häuften sich die Einladungen aus dem Ausland. So lehrte er u. a. in Deutschland, England, der Schweiz und den Niederlanden; in asiatischen Ländern wie Hongkong, Singapur und Indien sowie weiterhin in Südafrika.
Anfang 2000 führte ihn seine letzte Auslandsreise nach Südafrika und Botswana. Kurz nach seiner Rückkehr verschlimmerte ein langjähriges Leberleiden sich, und er verstarb am 22. März 2000 im Peradeniya Hospital in der Nähe von Kandy. Viele bekannte buddhistische Persönlichkeiten würdigten sein selbstloses und beispielgebendes Wirken für die buddhistische Lehre.
Nach seinem Tod wurde eine Website eingerichtet, um Aufzeichnungen von seinen Meditationsanleitungen, seinen Reden und Gesprächen zu sammeln, sie zu transkribieren, zu übersetzen und zur Publikation vorzubereiten. Auch in Deutschland erschien bereits ein Sammelband mit Anleitungen zur Meditationspraxis. In Botswana, der Station seiner letzten Auslandsreise, wurde ein Meditationszentrum nach ihm benannt.

## Zitate
- „Why meditate? What I would suggest is that what one tries to do in meditation is to find out how our minds work experientially.“ (Nilambe, 1990)
- „Learn to be your best friend and also to be a friend of others. Learn to forgive yourself and others and then heal any wounds that you are carrying.“ (Hongkong, 7. Oktober 1998)
- „Don't be a Buddhist!“ (zugeschrieben)

### Buddhismus
- Godwin Samararatne: Watching thoughts and emotions. In: Rod Bucknell und Chris Kang (Hrsg.): The meditative way. Readings in the theory and practice of Buddhist meditation. Curzon Press, Richmond 1997, S. 136–145. ISBN 0-7007-0677-1.
- Godwin Samararatne: Life is our Best Teacher. (Chinesische Übersetzung der Reden und Gespräche bei einem Retreat in Hongkong 1997, Ort und Jahr unbekannt)
- Godwin Samararatne: Talks on Buddhist Meditation. Buddhist Publication Society, Kandy 2002, ISBN 955-24-02330.
- Godwin Samararatne: Lebendig durch Achtsamkeit. Anleitungen zur Meditationspraxis. Waldhaus Verlag, Nickenich 2005, ISBN 3-937660-00-3. (Leseprobe, Rezension von Traudel Reiß)
- Godwin Samararatne: Meditation for Everyday Life. Buddhist Cultural Centre, Colombo 2006.
- Godwin Samararatne: Seeing Emptiness. In: Sumana Ratanayaka (Hrsg.): Buddhist Studies in Honour of Venerable Kirindigalle Dhammaratana. Vidumina Pirivena, Pujapitiya (Sri Lanka) 2007, S. 191–198.

### Reinkarnationsforschung
- Emily Williams Cook, Satwant Pasricha, Godwin Samararatne, U Win Maung, Ian Stevenson: Review and analysis of „unsolved“ cases of the reincarnation type. I. Introduction and illustrative case reports. In: Journal of the American Society for Psychical Research. 77 (1983), S. 45–62. ISSN 0003-1070
- Emily Williams Cook, Satwant Pasricha, Godwin Samararatne, U Win Maung, Ian Stevenson: Review and analysis of „unsolved“ cases of the reincarnation type. II. Comparison of features of solved and unsolved cases. In: Journal of the American Society for Psychical Research. 77 (1983), S. 115–135. ISSN 0003-1070
- Ian Stevenson, Godwin Samararatne: Three new cases of the reincarnation type in Sri Lanka with written records made before verification. In: Journal of Nervous and Mental Disease. 176 (1988), S. 741. ISSN 0022-3018
- Ian Stevenson, Godwin Samararatne. Three new cases of the reincarnation type in Sri Lanka with written records made before verification. In: Journal of Scientific Exploration. 2 (1988), S. 217–238. ISSN 0892-3310; Portugiesische Übersetzung
- Ian Stevenson, Satwant Pasricha, Godwin Samararatne: Deception and self-deception in cases of the reincarnation type. Seven illustrative cases in Asia. In: Journal of the American Society for Psychical Research. 82 (1988), S. 1–31. ISSN 0003-1070
- Erlendur Haraldsson, Godwin Samararatne: Children who speak of memories of a previous life as a Buddhist monk. Three new cases. In: Journal of the Society for Psychical Research. 63 (1999), S. 268–291. ISSN 0037-1475; PDF (1,8 MB)

### Verschiedenes
- Anne M. Blackburn, Jeffrey Samuels (Hrsg.): Approaching the Dhamma: Essays on Buddhism in South and Southeast Asia.  Pariyatti Publishing, 2003, ISBN 1-928706-19-3. (Buch mit buddhologischen Aufsätzen im Andenken an G. S.)